# Gerard Vianen

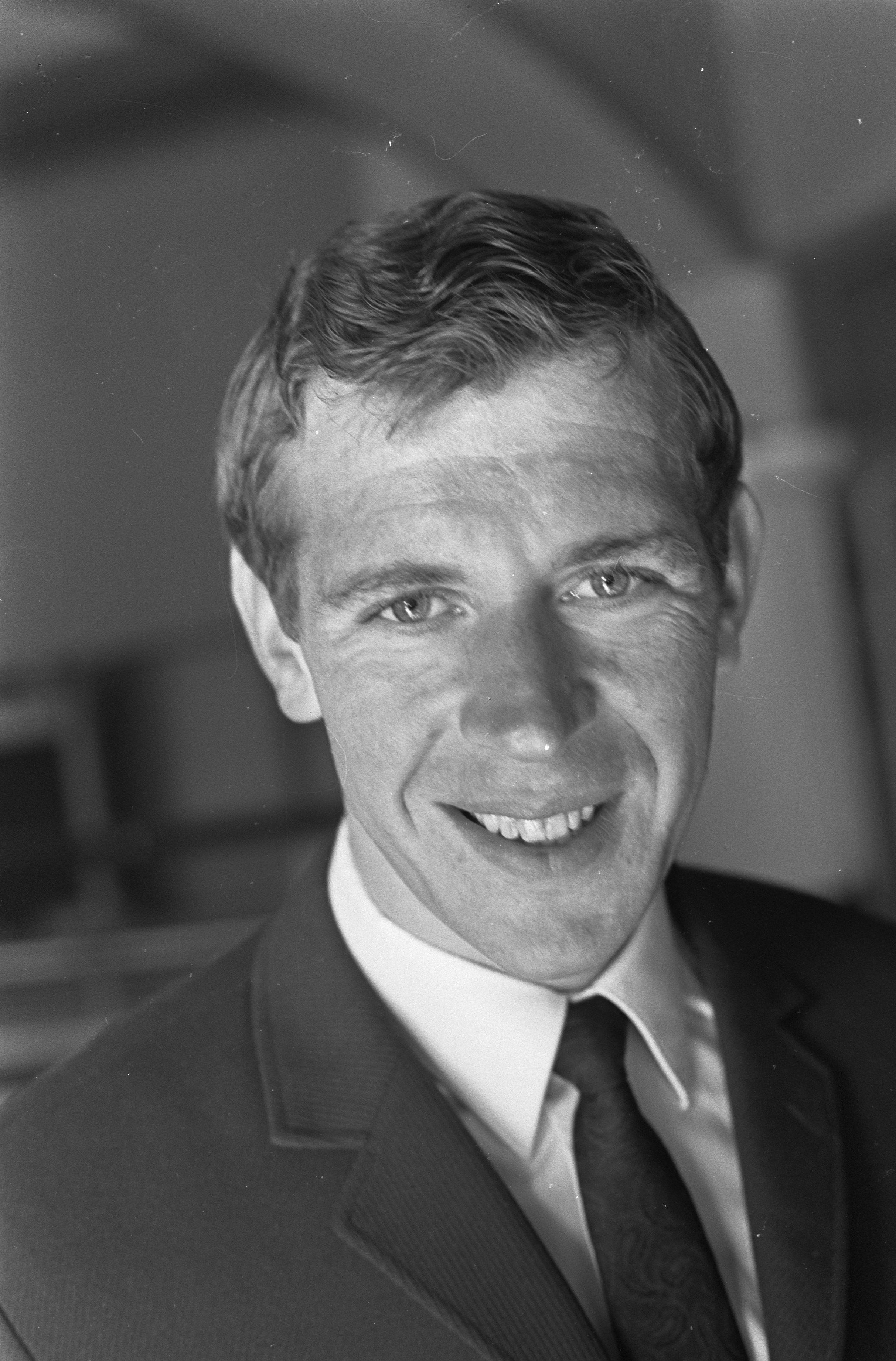
Gerard Vianen (1968)

Gerard Vianen (* 9. Februar 1944 in Kockengen (Utrecht); † 10. Dezember 2014 ebenda) war ein niederländischer Radrennfahrer.

## Sportliche Laufbahn
Als Amateur gewann er 1965 den Grand Prix François Faber in Luxemburg (mit einem Etappensieg) und 1966 die Ronde van Overijssel.
Gerard (auch Gérard) Vianen war von 1967 bis 1977 Berufsfahrer und dabei Helfer für Raymond Poulidor (bei Fagor-Mercier) und Joop Zoetemelk bei Gan-Mercier. Seinen ersten Vertrag als Profi hatte er im Radsportteam Caballero. Den ersten bedeutenden Sieg als Profi holte er sich 1967 mit dem Gewinn des Rennens Championnat des Flandres. 1970 gewann er eine Etappe der Tour de Suisse und den Prolog von Paris–Nizza. In der Saison 1971 gewann er eine Etappe von Paris–Nizza, ebenso in der Portugal-Rundfahrt und eine Etappe in der Vuelta a España sowie das Eintagesrennen Genua–Nizza. 1972 gelangen ihm zwei Tageserfolge in der Vuelta. Dazu kam ein Etappensieg in der Ruta del Sol. 1974 feierte er den bedeutendsten Erfolg seiner Laufbahn mit dem Gewinn der 20. Etappe der Tour de France. 1975 siegte er in der Ronde van Midden-Zeeland und gewann eine Etappe der Holland-Rundfahrt. 1970 und 1976 gewann er jeweils eine Etappe im Criterium du Dauphiné Libéré.  Seine Etappenerfolge verdankte er vor allem seiner enormen Endgeschwindigkeit im Endspurt.
Die Tour de France bestritt er achtmal. Sein bestes Resultat im Endklassement hatte er 1970 mit dem 47. Platz. Die Vuelta a España fuhr er 1971 (49.) und 1972 (36.).